# 弁内侍日記
『弁内侍日記』（べんのないしにっき）は、鎌倉時代の女流歌人で、藤原信実の娘にあたる弁内侍によって記された日記である。

## 概要
1246年（寛元4年）から1252年（建長4年）までの宮廷生活についてが、弁内侍の和歌とともに描かれている。ただし、写本を含めた現存本のほとんどは破損が著しく、例えば『井蛙抄』などでは現存本に無い『弁内侍日記』からの引用が記されるなど、内容全ての解明はなされていない。このため、実際の『弁内侍日記』には1259年（正元元年）までの日記があったのではないかと推論されている。現存本文からは、成立年代について、
- 前半部：1248年（宝治2年）頃
- 中間部：1252年（建長4年）頃
- 後半部：1254年（建長6年）7月26日以降

と推定されている。
日記が対象としている期間、弁内侍は、妹の少将内侍と共に、後深草天皇の内侍として出仕している。このため、弁内侍自身と同様に少将内侍に関する言及が多い。直接の主君である後深草天皇はまだ幼く、どちらかと言えば先帝後嵯峨院の側近としての性格が読み取れる。
『弁内侍日記』全体の性格としては、『御湯殿上日記』に代表される、女官の公的な日記に近いとする観点がある一方、弁内侍と少将内侍の歌を中心とした私的な文芸として捉える意見もある。記述の仕方からは、平安時代の日記文学にしばしば見られるようなずっと後年の回想録でもなく、公的日記のような日次の記述でもない、ある程度の期間における内容を後日歌を中心としてまとめたものと考えられる。

## 伝本
現存する伝本24種は、I・II・IIIa・IIIb・IIIc・IIId・IVの各類に分類される。このうち、I類（内閣文庫蔵本）は祖本の質が悪く、長大な脱文をII類（彰考館蔵本）によって補った形跡があるという。